# Problem kalkulacji ekonomicznej
Problem kalkulacji ekonomicznej jest problemem ekonomicznym dotyczącym gospodarek centralnie planowanych. Jako pierwszy przedstawił go Ludwig von Mises a rozwinął Friedrich August von Hayek.
Problem kalkulacji ekonomicznej dotyczy sytuacji decyzyjnej podejmowanej przez przedsiębiorcę (producenta lub konsumenta) podczas planowania przedsięwzięcia gospodarczego.
Załóżmy, że przedsiębiorca A stawia sobie za cel produkowanie dobra X. Może on tego dokonać za pomocą jednej z trzech (a, b, c) technik produkcji. Problem decyzyjny, przed jakim stoi przedsiębiorca A, polega na tym, którą z dostępnych technik produkcji wybrać, tak aby zmaksymalizować zysk z przedsięwzięcia. Problem ten można rozwiązać poprzez obliczenie pieniężnych rezultatów poszczególnych przedsięwzięć, czyli poprzez kalkulację ekonomiczną polegającą na porównaniu przewidywanych kosztów i przychodów z poszczególnych technik produkcji. Jest to możliwe, pod warunkiem że istnieje system cen czynników produkcji i dóbr finalnych.
Kalkulacja ekonomiczna jest niezbędna do efektywnej alokacji zasobów w gospodarce.
Problem prawidłowej kalkulacji ekonomicznej powstaje wtedy, gdy w gospodarce nie istnieje system cen. Dzieje się tak w gospodarkach centralnie planowanych, w których nie istnieje własność prywatna czynników produkcji, w związku z czym nie istnieje ich rynek, a więc i ceny.